# Franz Blaskovics

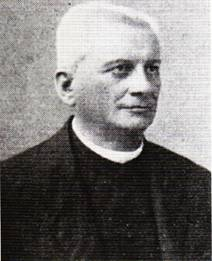
Franz Blaskovics

Franz Blaskovics (* 21. März 1864 in Steierdorf, Kaisertum Österreich; † 16. November 1937 in Timișoara, Königreich Rumänien) war Dompropst, Generalvikar des Bistums Timișoara, Mitbegründer der Schwäbischen Autonomiepartei, Mitglied im Ungarischen Reichstag und Senator in Bukarest.

## Leben
Franz Blaskovics wurde 1864 in Anina als Sohn einer Arbeiterfamilie geboren. Die Mittelschule besuchte er in Oravița (1874–1875) und absolvierte anschließend das Piaristengymnasium in Temeswar (1875–1882). Es folgte das Theologiestudium am Pazmaneum in Wien (1882–1886). Am 18. Dezember 1886 wurde er im Temeswarer Dom von Weihbischof Josef Georg Németh zum Priester geweiht.

## Theologische Laufbahn
Blaskovics war 1886–1889 als Supplentprofessor für Bibelstudien und für Deutsche Sprache am Temeswarer Priesterseminar und 1889–1894 als Armenanwalt des Bistums Csanád tätig. Von 1904 bis 1930 war er Domherr der Csanáder und ab 1930 der Temeswarer Diözese. 1906 wurde er zum Diözesanschulinspektor ernannt. 1926–1937 war er Dompropst der römisch-katholischen Diözese Csanád bzw. Timișoara.

## Politische Laufbahn
Nach einer Zeit pädagogischen und wissenschaftlichen Wirkens wandte sich Blaskovics ab 1891 stärker der politischen Tätigkeit zu.

### Vor dem Ersten Weltkrieg
1895 wurde Franz Blaskovics Direktor der Südungarischen Landwirtschaftsbank. Von 1919 bis 1933 war er Obmann des Südungarischen Landwirtschaftsvereins und des Banater Landwirtschaftsvereins.
Als Herausgeber des Wochenblatts Der Landbote (1886–1893) und der Zeitung Der Freimütige (1893–1918) hatte er einen großen Einfluss auf die Meinungsbildung im Banat. Blaskovics war bis zur Dreiteilung des Banats infolge des Vertrags von Trianon ein eifriger Verfechter der Magyarisierungspolitik. Zwischen 1896 und 1904 war er Mitglied des Ungarischen Reichstags. Am 10. Januar 1919 gründeten die sogenannten Gemäßigten, zu denen Kaspar Muth und Franz Blaskovics gehörten, die Schwäbische Autonomiepartei, die für ein ungeteiltes autonomes Banat, die Banater Republik, im ungarischen Staatsverband oder unter französischem Protektorat eintrat.

### Nach dem Ersten Weltkrieg
Nach dem Ersten Weltkrieg kehrte Blaskovics von der magyarophilen Haltung ab und wandte sich dem Schwabentum zu. Er war Mitbegründer der Schwäbischen Autonomiepartei und ab 1921 stellvertretender Obmann der Donauschwäbischen Volksgemeinschaft sowie Sprecher im Verband der Deutschen in Rumänien. Desgleichen war er bei der Errichtung der Banatia, der Deutschen katholischen Lehrerbildungsanstalt Temeswar und der Woiteger Ackerbauschule maßgeblich beteiligt. Blaskovics war Direktionsmitglied der Schwäbischen Verlags-AG, Mitherausgeber der Banater Deutschen Zeitung, Generaldirektor der Schwäbischen Zentralbank-A.G. Von 1926 bis 1927 war er als Senator in Bukarest tätig.
Nach anhaltenden und zermürbenden Spannungen mit den jungen nationalsozialistischen Erneuerern erlitt Blaskovics 1934 einen Schlaganfall und verstarb 1937.

## Werke
- Die brennenste Frage! Wie ist der Geldkrise abzuhelfen?, Temeswar, 1925
- Wirtschaftliche und finanzielle Lage Rumäniens. Rumäniens wirtschaftliche Bedeutung für das Ausland. Stuttgart, 1927